# Rue Chardon-Lagache
Koordinaten: 48° 51′ N, 2° 16′ O
Die Rue Chardon-Lagache ist eine Straße im 16. Arrondissement von Paris.

## Lage
Die Straße befindet sich im Quartier (Stadtviertel) Auteuil und verläuft von der Place Théodore Rivière in südlicher Richtung bis zur Avenue de Versailles.
Sie ist mit der Metro über die Stationen Chardon–Lagache und Église d’Auteuil   oder den Buslinien  RATP 22 und 62 zu erreichen.

## Namensursprung

Das Altenheim, von dem sich der Straßenname ableitet

Die Straße erhält den Namen zu Ehren des Ehepaars Chardon-Lagache, der Gründer des Altenheims in der Straße.

## Geschichte
Die ehemalige «Rue de la Municipalité» (deutsch Gemeindestraße) ist im Kataster von 1823 der Gemeinde Auteuil aufgeführt. Die Straße wurde vor und nach ihrer Eingemeindung nach Paris (Dekret vom 23. Mai 1863) durch weitere Straßenzüge erweitert bis auf ihre heutige Länge und am 10. März 1896 wurde der heutige Namen dann endgültig bestätigt.

## Sehenswürdigkeiten
- Nr. 1: Gleich am Anfang der Straße befindet sich auf der linken Seite das 1863 von Pierre Alfred Chardon gegründete Altenheim, das den Namen der Eheleute Chardon (sie war eine geborene Lagache) erhielt. Später wurde die gesamte Straße nach dem Altenheim bzw. seinen Gründern benannt.
- Nr. 11: Hôpital Sainte-Périne - Rossini - Chardon-Lagache wurde ursprünglich 1857 als Altenheim gegründet, wovon die ältesten Gebäude 1865 eingeweiht wurden. Dahinter befindet sich der rund sieben Hektar große Parc Sainte-Périne. Gegenüber dem Krankenhaus ist der Eingang zur Metrostation Chardon-Lagache.
- Nr. 8: Den gesamten Bereich rechts der Straße nimmt in diesem Abschnitt ein gewaltiges Grundstück ein, auf dem sich das Lycée Jean-Baptiste Say (Eingang in 11, Rue d’Auteuil) und – südlich hiervon – das Institut Universitaire de Formation des Maître, kurz IUFM (Eingang in 10, Rue Molitor), befinden.
- Nr. 41: Weiter südlich steht (ebenfalls auf der linken Straßenseite) das 1893/94 von dem Architekten Hector Guimard (1867–1942) erstellte Hôtel Jassadé, das von der gleichnamigen Familie in Auftrag gegeben worden war. Das wuchtige und asymmetrische Gebäude gilt als das typischste Bauwerk im eigenwilligen Stil von Hector Guimard, der in den mit Blumenmotiven versehenen Giebeln, gusseisernen Elementen, Glasfenstern und dem linearen Spiel zwischen Ziegeln und weißem Stein zum Ausdruck kommt.[3]

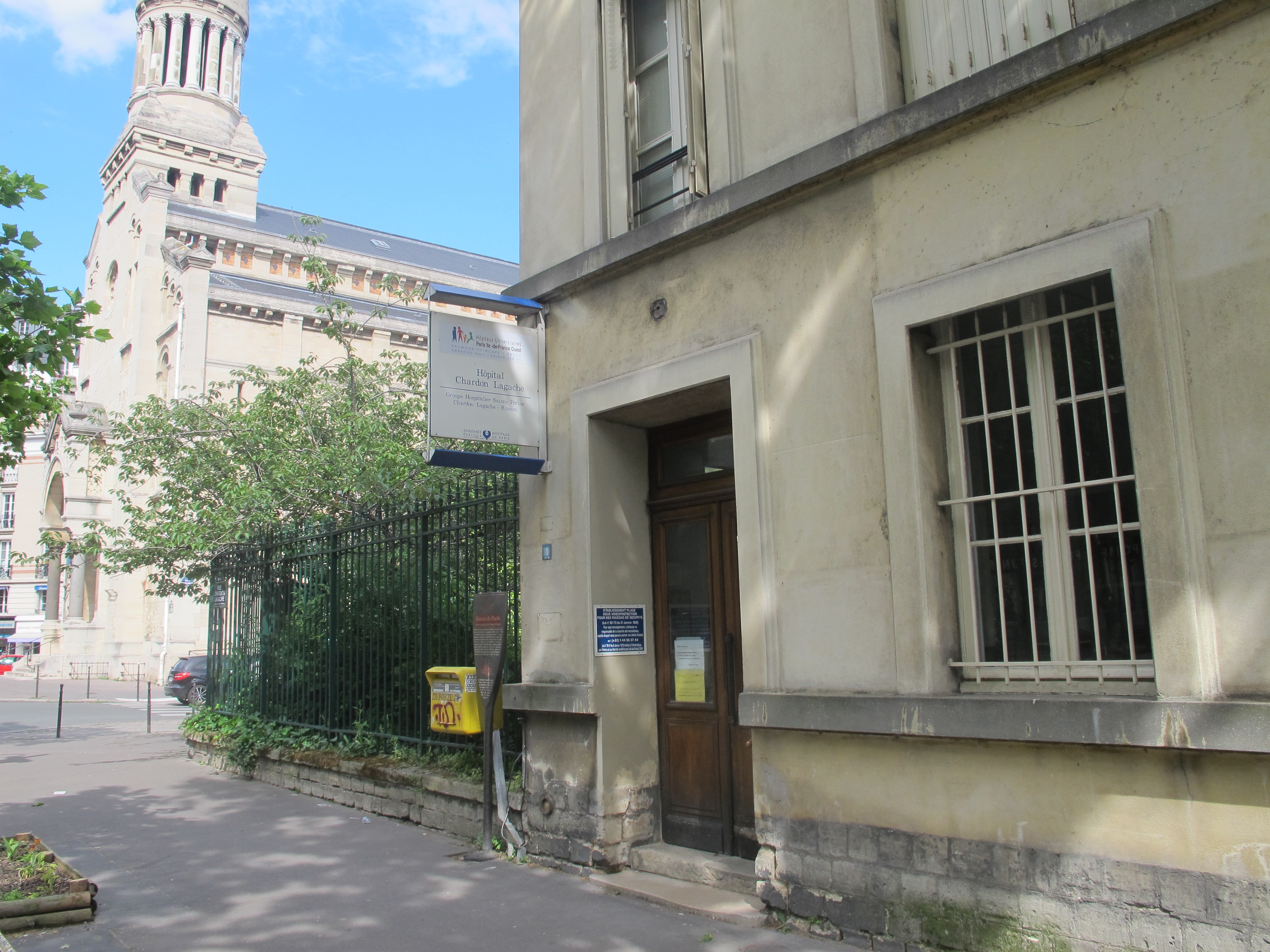
Nr. 1: Hôpital Chardon-Lagache, groupe hospitalier Sainte-Périne
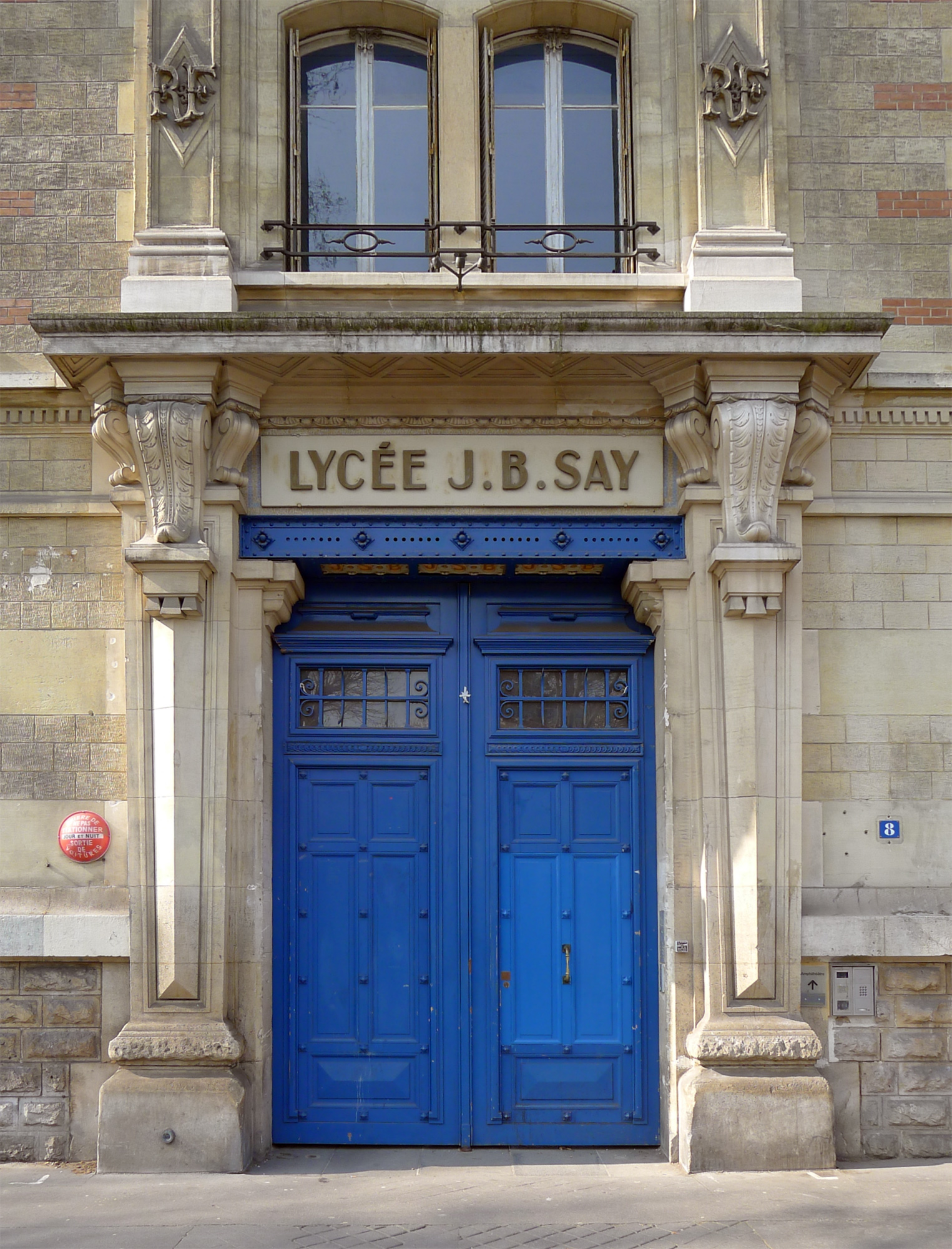
Nr. 8: Ein Eingang zum Lycée Jean-Baptiste-Say
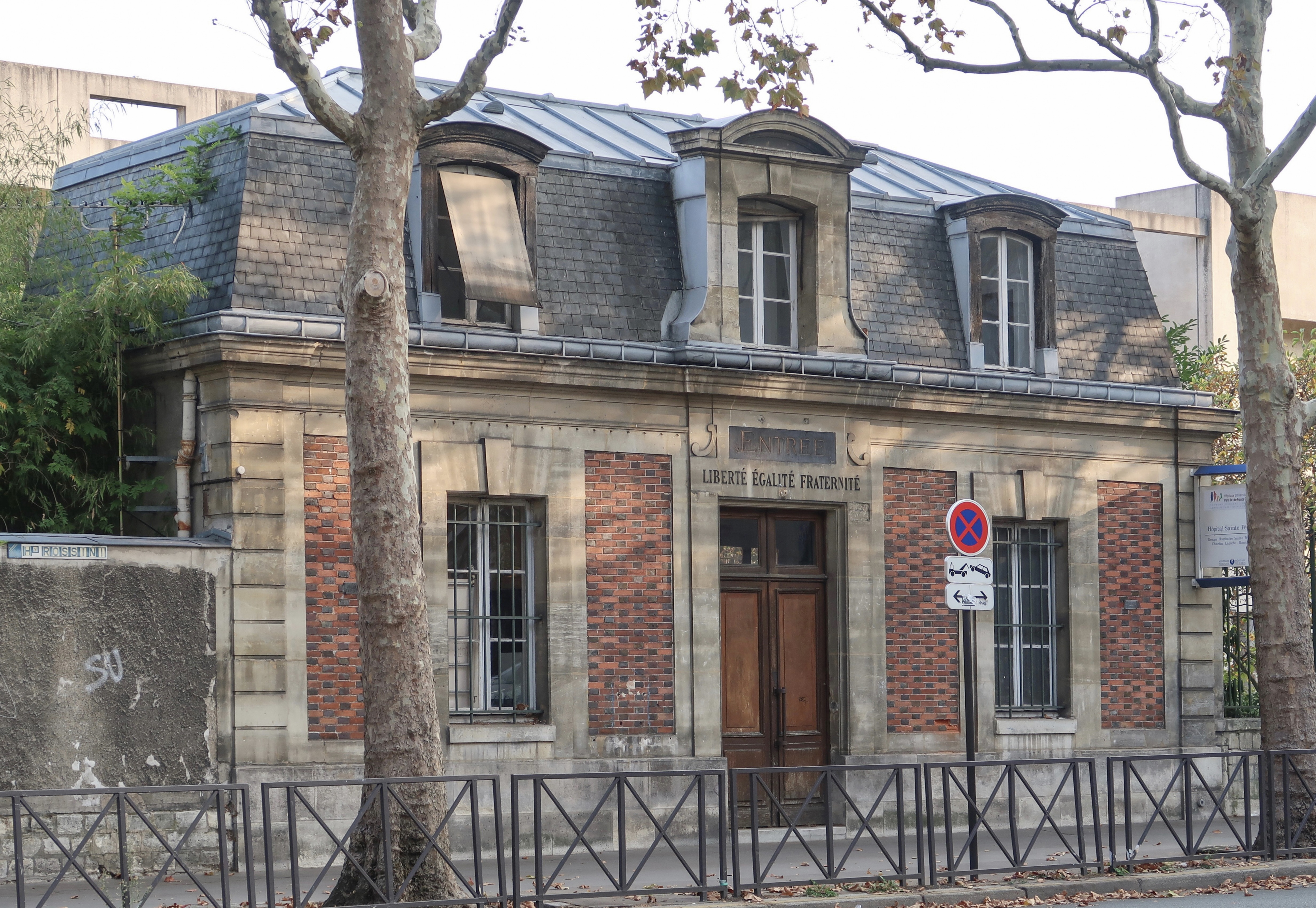
Nr. 11: Hôpital Sainte-Périne
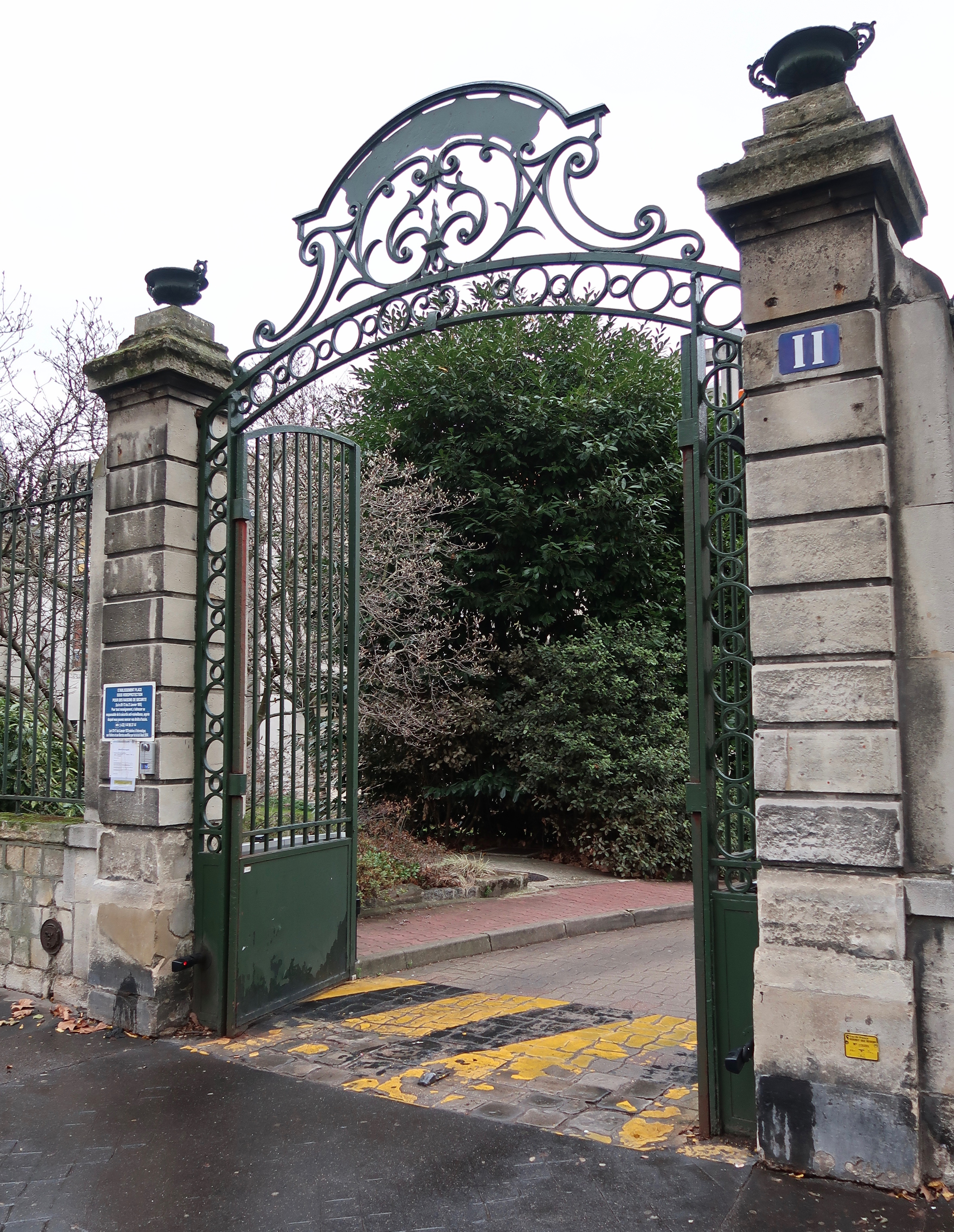
Nr. 11: Hôpital Sainte-Périne
Nr. 41: Das Hôtel Jassadé zeugt von Guimards eigenwilligem Baustil.
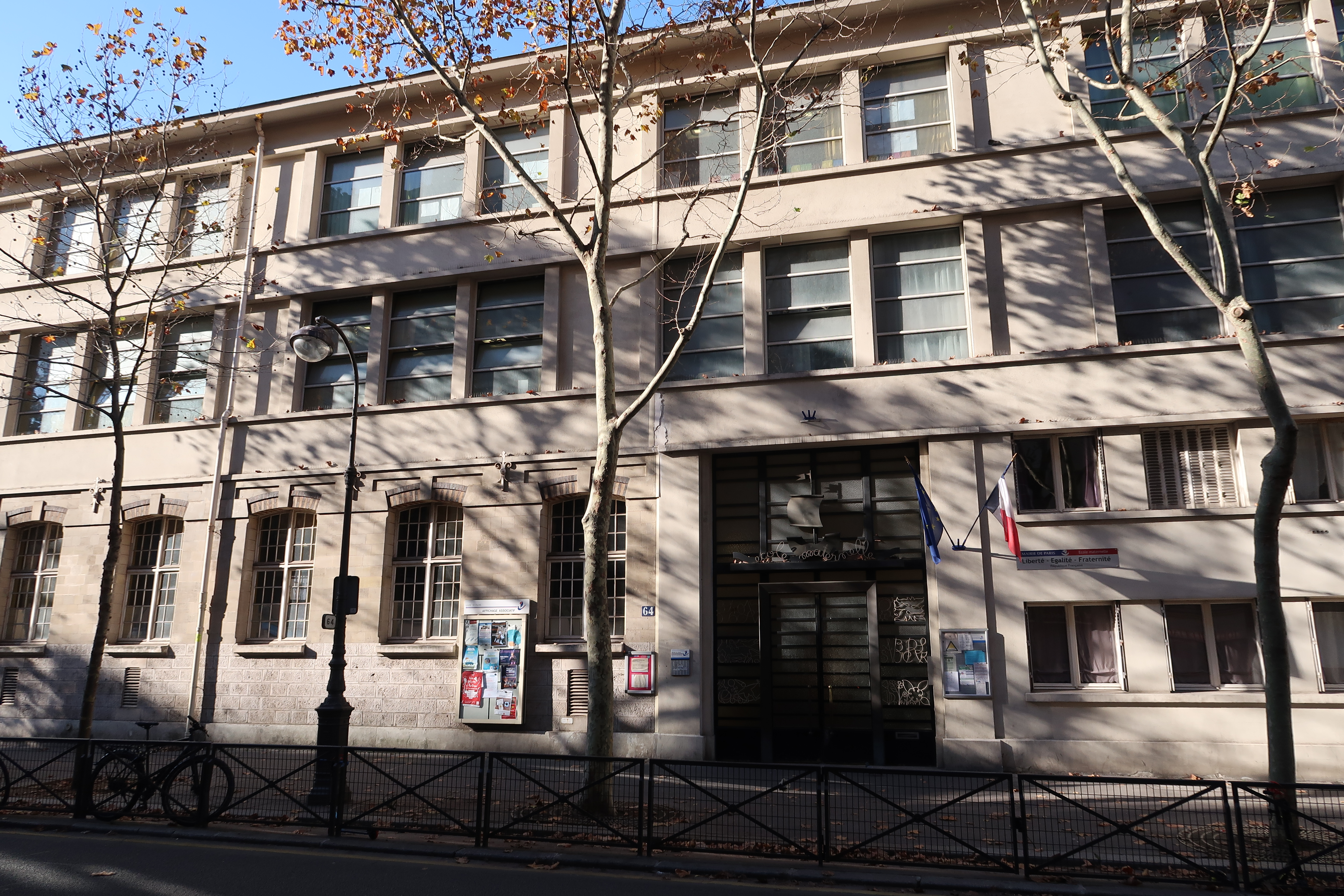
Nr. 64: Eingang zur École maternelle Chardon-Lagache